# ハマヤマトシジミ属
ハマヤマトシジミ属（ハマヤマトシジミぞく、Zizeeria）は、シジミチョウ科ヒメシジミ亜科ヒメシジミ族を分類する属の1つである。
一般にgrass bluesと呼ばれ、アフリカおよびアジアに生息している。

## 分類
ハマヤマトシジミ属に分類される種のリスト
和名は日本産蝶類和名学名便覧 2010-2013による。
- Zizeeria karsandra (Moore, 1865) ハマヤマトシジミ – dark grass blue
- Zizeeria knysna (Trimen, 1862) – African grass blue, sooty blue